# Аз, проклетникът 2
„Аз, проклетникът 2“ (на английски: Despicable Me 2) е американска компютърна анимация от 2013 г., продуциран от „Илюминейшън Ентъртейнмънт“ (в дебютния му филм) и „Юнивърсъл Пикчърс“. Продължение е на филма „Аз, проклетникът“ (2010) и е втората част от поредицата „Аз, проклетникът“. Режисиран е от Крис Рено и Пиер Кофен, по сценарий на Чинко Пол и Кен Даурио, озвучаващия състав се състои от Стийв Карел, Кристен Уиг, Бенджамин Брат, Миранда Косгроув, Ръсел Бранд и Кен Джонг.
„Аз, проклетникът 2“ дебютира в Австралия на 5 юни 2013 г., и е пуснат в Съединените щати на 3 юли. Филмът получава генерално положителни отизиви от критиците и печели 970.8 млн. щ.д. в световен мащаб, и става третият най-високобюджетен филм от 2013 г. Филмът е номиниран в две категории на 86-тата церемония на наградите „Оскар“ за най-добър анимационен филм и най-добра песен (за „Happy“), който и двамата губят от филма на Уолт Дисни Анимейшън Студиос – „Замръзналото кралство“ (2013). Той е и най-печелившият филм в 101-годишната история на „Юнивърсъл Пикчърс“. Последван е от „Аз, проклетникът 3“ (2017), а „Миньоните“ е пуснат през 2015 г.

## Актьорски състав
| Актьор | Роля                                    |
| --- | --------------------------------------- |
| Стийв Карел | Гру                                     |
| Кристен Уиг | Луси Уайлд                              |
| Бенджамин Брат | Едуардо Перез / Ел Мачо                 |
| Миранда Косгроув | Марго                                   |
| Ръсел Бранд | Д-р Нефарио                             |
| Стийв Куган | Силас Рамсботъм                         |
| Кен Джонг | Флойд Орелски                           |
| Дейна Гайер | Едит                                    |
| Елси Фишър | Агнес                                   |
| Мойзес Ариас | Антонио Перес, син на Едуардо           |
| Насим Педрад | Джилиън                                 |
| Кристен Шаал | Шанън                                   |
| Пиер Кофен | Кевин, Стюарт, Боб и останалите миньони |
| Ванеса Байер | Стюардеса                               |
| Николай Стоилов | Пазач на арктическата лаборатория       |
| Ава Акрес Лори Алън Джак Ейнджъл Ева Бела Джорджия Кук Джон Кайгън Деби Дерибери Джес Харнел Дани Ман Мона Маршъл Мики Макгоуън Мейсън Макнълти Алек Медлок Лорейн Нюман Джан Рабсън Андре Робинсън Кейти Силверман | Други гласове                           |

## В България
В България филмът е пуснат по кината на 5 юли 2013 г. от „Форум Филм България“.
На 13 август 2013 г. е излъчен по „Би Ти Ви“ в неделя от 15:00 ч.

### Дублажи

#### Синхронен дублаж
| Роля                  | Изпълнител |
| --------------------- | --- |
| Гру                   | Стоян Алексиев |
| Луси Уайлд            | Гергана Стоянова |
| Марго                 | Кристина Тодорова |
| Едит                  | Ирена Велчева |
| Агнес                 | Малена Шишкова |
| Едуардо Перес/Ел Мачо | Кирякос Аргиропулос |
| Сайлъс Рамсботън      | Николай Пърлев |
| Джилиан               | Елена Бойчева |
| Доктор Нефарио        | Георги Спасов |
| Антонио Перес         | Владимир Зомбори |
| Шанън                 | Албена Михова |
| Флойд Орелсън         | Добрин Векилов |
| Стюардеса             | Мариета Петрова |
| Други гласове         | Алекс Анмахян Биляна Бозинарева Георги Стоянов Димитър Тодоров Калоян Тодоров Ралица Стоянова София Русенова Деца: Анита Угринска Антония Тасева Павел Петков |

| Обработка              | Александра Аудио          |
| ---------------------- | ------------------------- |
| Режисьор на дублажа    | Георги Стоянов            |
| Превод                 | Анелия Добрева            |
| Тонрежисьор на записа  | Пламен Чернев             |
| Изпълнителен продуцент | Васил Новаков             |
| Микс студио            | Synxspeed Post Production |

#### Войсоувър дублаж
| Озвучаващи артисти  | Даниела Йорданова Елисавета Господинова Йорданка Илова Георги Стоянов Живко Джуранов |
| Преводач            | Венера Вергилиева                                                                    |
| Тонрежисьор         | Емил Енев                                                                            |
| Режисьор на дублажа | Милена Манчева                                                                       |